# Don Allison
Don Allison (* 1950er-Jahre) ist ein kanadischer Schauspieler.

## Leben
Don Allison wuchs in Kanada auf. Er ist seit den 1970er-Jahren als Schauspieler vor der Kamera tätig und hat bislang in mehr als 60 Film-und-Fernsehproduktionen mitgewirkt, darunter in mehreren Fernsehserien. Er spielte dabei oftmals ausschließlich Nebenrollen. Eine seiner bekanntesten Rollen ist die des US-Präsidenten Lyndon B. Johnson in der Serie Die Kennedys. Zuletzt trat er 2016 in Erscheinung.
Im deutschsprachigen Raum wurde Allison bislang von verschiedenen Sprechern wie beispielsweise Joachim Pukaß, Christian Rode, Friedrich G. Beckhaus, Helmut Gauß, Bodo Wolf oder Eberhard Haar synchronisiert.

## Filmografie (Auswahl)
- 1974: Polizeiarzt Simon Lark (Fernsehserie, 1 Folge)
- 1989: Krieg der Welten (Fernsehserie, 1 Folge)
- 1993–1996: Kung Fu - Im Zeichen des Drachen (Fernsehserie, 3 Folgen)
- 2000–2005: Queer as Folk (Fernsehserie, 3 Folgen)
- 2005–2012: Mayday – Alarm im Cockpit (Fernsehserie, 2 Folgen)
- 2006: The Path to 9/11 – Wege des Terrors (TV-Zweiteiler)
- 2011: Die Kennedys (Fernsehserie, 3 Folgen)
- 2012: Call Me Fitz (Fernsehserie, 1 Folge)
- 2012: Murdoch Mysteries – Auf den Spuren mysteriöser Mordfälle (Fernsehserie, 1 Folge)
- 2015: Spotlight